# Maranatha FC
Maranatha Football Club de Fliokpo w skrócie Maranatha FC – togijski klub piłkarski grający w drugiej lidze, a niegdyś w togijskiej pierwszej lidze, mający siedzibę w mieście Fiokpo.

## Sukcesy
- I liga[1]:
  - mistrzostwo (2): 2006, 2009.

- Puchar Togo[2]:
  - zwycięstwo (1): 2003.

## Występy w afrykańskich pucharach
| Sezon     | Rozgrywki           | Runda    | Kraj    | Klub                     | Dom | Wyjazd | Dwumecz      |
| --------- | ------------------- | -------- | ------- | ------------------------ | --- | ------ | ------------ |
| 2002      | Puchar CAF          | 1        | Niger   | Alkali Nassara Club      | 3–0 | 3–1    | 6–1          |
| 2002      | Puchar CAF          | 2        | Mali    | Djoliba Athletic Club    | 2–1 | 0–1    | 2–2          |
| 2003      | Puchar CAF          | 1        | Kamerun | Coton Sport FC de Garoua | 0–0 | 0–0    | 0–0 (k. 4–5) |
| 2007      | Liga Mistrzów       | wstępna  | Senegal | ASC Diaraf               | 2–0 | 0–1    | 2–1          |
| 2007      | Liga Mistrzów       | 1        | Rwanda  | APR FC                   | 2–0 | 0–2    | 2–2          |
| 2007      | Liga Mistrzów       | 2        | Tunezja | Étoile Sportive du Sahel | 0–0 | 0–3    | 0–3          |
| 2007      | Puchar Konfederacji | play-off | Nigeria | Dolphins FC              | 1–2 | 0–2    | 1–4          |
| 2019/2020 | Puchar Konfederacji | wstępna  | Liberia | LISCR FC                 | 3–0 | 0–0    | 3–0          |
| 2019/2020 | Puchar Konfederacji | wstępna  | Mali    | Djoliba Athletic Club    | 1–2 | 1–1    | 2–3          |

## Stadion
Domowe mecze klub rozgrywa na stadionie o nazwie Stade Général Ameyi w Woumé. Stadion może pomieścić 5000 widzów.

## Reprezentanci kraju grający w klubie
Stan na styczeń 2023.
| - Komi-Foovi Aguidi - Kodjo Amétépé - Ayi Assiongbon - Mawugbe Atsu - Ismaila Atté-Oudéyi - Albert Batsa - Vincent Bossou - Koupossitéré Camara - Kamal Idrissou - Donou Kokou - Ablam Latevi | - Sapol Mani - Djehani Nguissan - Martin Nouwoklo - Abdou Ouro-Akpo - Juvénal Pedomey - Zakari Sahnoun - Magnima Tawali - Dové Womé - Constantin Avanon - Emmanuel Saban Laryea |